# Невіс

Прапор острова Невіс

Не́віс (англ. Nevis англ. вимова: [ˈniːvɪs]) — острів у групі Підвітряних островів у Карибському морі. Є частиною держави Сент-Кіттс і Невіс із правом виходу з його складу.
Знаходиться за три кілометри на південь від острова Сент-Кіттс і відділений від нього протокою Нарроуз (The Narrows), приблизно за 350 км на південний схід від Пуерто-Рико і за 80 км на захід від Антигуа. Острів округлої форми, площа 93 км². Має вулканічне походження, утворений схилами сплячого вулкану Невіс-Пік (985 м) і його бічними жерлами (Саддл-Гілл і Гаррікейн-Гілл). Оточений кораловими рифами.
На західних схилах височіють ряди пальм, які утворюють справжній кокосовий ліс. Східні схили зберегли більше природних форм місцевої рослинності й по більшій частині зайняті тропічними лісами, чагарниковими масивами і відносно невеликими сільгоспугіддями.
Населення 12 277 жителів (2011). Найбільше місто, навчальний та комерційний центр на острові — Чарльзтаун. Є ряд музеїв, ботанічні сади Невіс.